# Simone Giordano
Simone Giordano, né le 21 décembre 2001 à Gênes en Italie, est un footballeur italien, qui évolue au poste d'arrière gauche au Mantoue 1911 en prêt de la Sampdoria Gênes.

## Biographie

### En club
Né à Gênes en Italie, Simone Giordano est formé par le club local de la Sampdoria Gênes.
Le 12 juillet 2021, Giordano est prêté pour une saison au Piacenza Calcio 1919. 
C'est avec ce club qu'il fait ses débuts en professionnel, jouant son premier match lors d'une rencontre de coupe d'Italie le 22 août 2021, face à l'AC Reggiana 1919. Il est titularisé et son équipe s'impose par un but à zéro.
Le 4 juillet 2022, Giordano est de nouveau prêté, cette fois-ci à l'Ascoli Calcio pour une saison.
Il découvre alors la Serie B, la deuxième division italienne, jouant son premier match dans cette compétition le 14 août 2022, lors de la première journée de la saison 2022-2023 face au Ternana Calcio. Il est titulaire et Ascoli s'impose par deux buts à un.